# Schura Hamburg
Schura Hamburg (SCHURA – Rat der islamischen Gemeinschaften in Hamburg e.V.; Hamburg VR 16234) ist ein seit Juli 1999 bestehender Zusammenschluss von mehreren Moscheevereinen und weiteren muslimischen Einrichtungen und Bildungsträgern in Hamburg.

## Selbstverständnis und Tätigkeiten
Die Schura hat sich als Dachverband der islamischen Gemeinschaften auf Landesebene etabliert und ist als Vertretung der Muslime in Hamburg im ständigen Kontakt mit dem Senat der Freien und Hansestadt Hamburg. Sie vertritt (Stand Oktober 2022) 63 verschiedene Moscheegemeinden sowie islamische Frauen-, Kultur- und Studentenvereinigungen.
2007 stand die Schura neben der DITIB und den Alevitischen Gemeinden in Hamburg mit dem Senat in Verhandlungen für die Einführung eines islamischen Religionsunterrichtes. Außerdem gab es Bemühungen dahingehend, als Religionsgemeinschaft von der Stadt Hamburg anerkannt zu werden bzw. einen Staatsvertrag für Muslime auf den Weg zu bringen. Die Unterzeichnung des Vertrags zwischen der Freien und Hansestadt Hamburg, dem DITIB-Landesverband Hamburg, SCHURA – Rat der Islamischen Gemeinschaften in Hamburg und dem Verband der Islamischen Kulturzentren erfolgte dann im Jahre 2012.
Özlem Nas, Bildungsbeauftragte der Schura, vertrat die Schura im Hamburger Integrationsbeirat während der 20. Legislaturperiode der Hamburger Bürgerschaft.
Die Schura setzt sich nach eigenen Angaben entschieden gegen Ehrenmorde und Zwangsverheiratungen ein. Zudem lehnt sie im Namen der Muslime Gewalt als Mittel der politischen Auseinandersetzung ab, mit dem Hinweis, dass der Islam „im Falle von Unrecht und Unterdrückung“ ein Widerstandsrecht anerkenne. Ein solcher Widerstand müsse jedoch „maßvoll und wohl abgewogen“ sein. Ein gewaltsamer Widerstand sei dann erlaubt, wenn „zur Befreiung von schwerer Unterdrückung“ keine andere Möglichkeit verbleibe. Solange Rechtsstaatlichkeit und Demokratie herrschten, hält die Schura den Eintritt dieses Tatbestands jedoch für ausgeschlossen und Gewalt für nicht legitim. 2020 wurde mit 22 teilnehmenden Moscheen ein Projekt „Hamburger Schura Imame gegen häusliche Gewalt“ initiiert.
Die Schura Hamburg engagiert sich in den Themenbereichen:
- Antimuslimische Diskriminierung und antimuslimischer Rassismus
- Kopftuchverbot
- Interreligiöser Dialog (Mitglied des Interreligiösen Forums[8])
- Koordinierung des Ramadan-Kalenders für Hamburg[9]
- Qualifikations- und Exkursionsreihe für Imame[10]
- Islamische Bildungskonferenz[11] (iBiKo)
- Muslimische Gräberfelder
- Islamische Krankenhausseelsorge[12]
- Islamische Lehrerlaubnis für Religionslehrkräfte in Hamburger Schulen[13]
- „Tag der offenen Moscheen“[14]
- Hamburger Ramadan-Pavillon[15]

In den Berichten des Hamburger Verfassungsschutzes seit 2008 wird die Schura nicht ausdrücklich erwähnt. Allerdings ist dort regelmäßig zu lesen, dass das im Juli 2024 verbotene Islamische Zentrum Hamburg (IZH) innerhalb der Vereinigung in führender Position mitwirkte.
Am 20. November 2022 teilte der Vorsitzende der Schura Hamburg nach einer Mitgliederversammlung mit, „dass das IZH kein Mitglied mehr bei der Schura ist“.

## Besondere Aktivitäten
- Zu den Bürgerschaftswahlen im Herbst 2001 formulierte die Schura erstmals „islamische Wahlprüfsteine“ und lud Vertreter der Parteien zu einer Podiumsdiskussion in eine Moschee ein.
- Im Dezember 2004 organisierte die Schura mehrere Mahnwachen „gegen den Terror“.[19]
- Der Frauenausschuss der Schura beteiligte sich im November 2005 an einem Aktionstag „Nein zur Gewalt gegen Frauen“.
- Im Februar 2008 veranstaltete die Schura eine Podiumsdiskussion „Muslime vor der Wahl“ in der Nour-Moschee in Hamburg St. Georg.[20]

## Vorsitz
Der Vorstand der Schura Hamburg hatte bis Januar 2022 drei Co-Vorsitzende. Mit Stand April 2019 waren dies: Fatih Yildiz (Islamische Gemeinde Hamburg – Centrum Moschee e. V.), Moez Ben Khemis (Der Islamische Bund e. V. – Muhajirin Moschee) und Mohammad Ale Hosseini (Islamisches Zentrum Hamburg e. V. Seit Januar 2022 hat der Vorstand mit Fatih Yildiz nur noch einen Vorsitzenden.